# Karate na Igrzyskach Panamerykańskich 2007

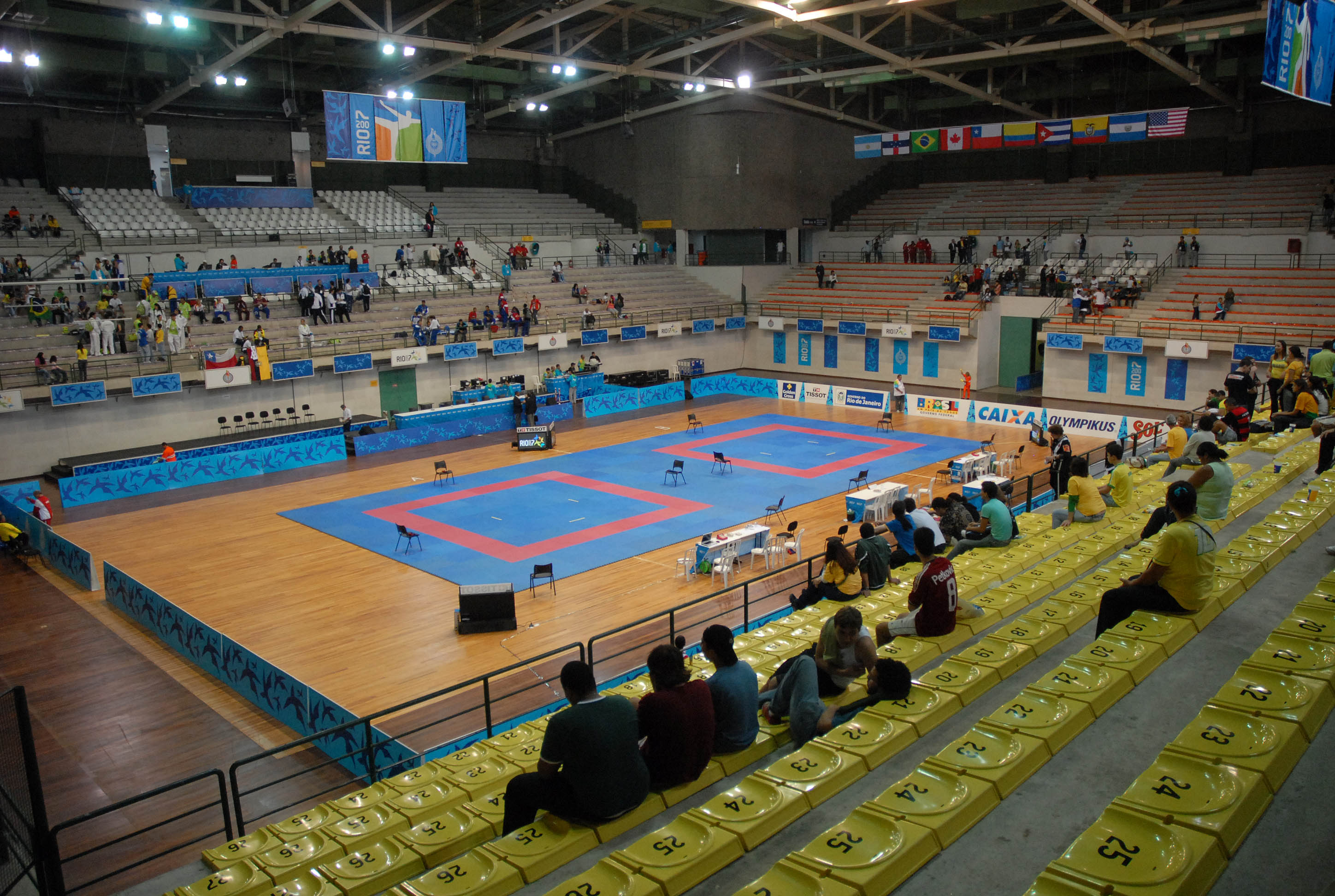
Arena zmagań karateków podczas IP 2007.

Karate na Igrzyskach Panamerykańskich 2007, odbywało się w dniach 25–27 lipca w kompleksie sportowym Miécimo da Silva w Rio de Janeiro. W tabeli medalowej tryumfowali gospodarze igrzysk, którzy zdobyli łącznie 7 medali.

## Medaliści

### Mężczyźni
| Kat. wagowa |                  |                  |                                    |
| ----------- | ---------------- | ---------------- | ---------------------------------- |
| −60 kg      | Francisco Nievas | Eynar Tamame     | Douglas Brose Norberto Sosa        |
| −65 kg      | Luís Plumacher   | Carlos Lourenço  | Lucio Martínez Aron Pérez          |
| −70 kg      | Saeed Baghbani   | Jean Carlos Peña | Vinícius Souza Alberto Mancebo     |
| −75 kg      | Gustavo Dionisio | Jorge Zaragoza   | Williams Serrano David Dubó        |
| −80 kg      | Diego Borquez    | Gilbert Ocoro    | Nelson Sardenberg Philippe Poirier |
| +80 kg      | Juarez Santos    | Mario Toro       | Juan Valdéz Andrés Heredia         |

### Kobiety
| Kat. wagowa |                 |                  |                                |
| ----------- | --------------- | ---------------- | ------------------------------ |
| −53 kg      | Cheili González | Valéria Kumizaki | Jennifer Guillette Jessy Reyes |
| −60 kg      | Heidy Rodríguez | Bertha Gutiérrez | Carmen Arias Susana Bojaico    |
| +60 kg      | Lucélia Ribeiro | Ana Escandón     | Yoly Guillén Yaneya Gutiérrez  |

## Tabela medalowa zawodów
| Poz.    | Państwo    |   |   |    | Łącznie |
| ------- | ---------- | - | - | -- | ------- |
| 1       | Brazylia   | 2 | 2 | 3  | 7       |
| 2       | Dominikana | 2 | 0 | 3  | 5       |
| 3       | Wenezuela  | 1 | 2 | 1  | 4       |
| 4       | Kanada     | 1 | 0 | 2  | 3       |
| 4       | Chile      | 1 | 0 | 2  | 3       |
| 6       | Argentyna  | 1 | 0 | 1  | 2       |
| 7       | Gwatemala  | 1 | 0 | 0  | 1       |
| 8       | Kuba       | 0 | 2 | 1  | 3       |
| 9       | Kolumbia   | 0 | 2 | 0  | 2       |
| 10      | Meksyk     | 0 | 1 | 0  | 1       |
| 11      | Ekwador    | 0 | 0 | 2  | 2       |
| 11      | Salwador   | 0 | 0 | 2  | 2       |
| 13      | Peru       | 0 | 0 | 1  | 2       |
| Łącznie | Łącznie    | 9 | 9 | 18 | 36      |